# 2012-es finn labdarúgó-bajnokság (első osztály)
A 2012-es finn labdarúgó-bajnokság első osztályában 12 csapat vesz részt. A bajnokság első helyezettje az UEFA-bajnokok_ligájába, míg a második az Európa Ligába kerül. A bajnokság utolsó három csapata kiesik az első osztályból és a másodosztályban folytatja.

## Részt vevő csapatok
1.Inter Turku
2.Turku
3.HJK Helsinki
4.Mariehamn
5.MyPa Kouvola
6.Vaasa
7.Lahti
8.Honka
9.Jyväskylä
10.Kuopion
11.Haka
12.Jaro